# Daminghu
Daminghu (kinesiska: 大明湖街道, 大明湖) är en socken i Kina. Den ligger i provinsen Shandong, i den östra delen av landet, nära eller i provinshuvudstaden Jinan. Antalet invånare är 22 197. Befolkningen består av 10 203 kvinnor och 11 994 män. Barn under 15 år utgör 8,0 %, vuxna 15-64 år 81 %, och äldre över 65 år 9,0 %.
Genomsnittlig årsnederbörd är 841 millimeter. Den regnigaste månaden är juli, med i genomsnitt 315 mm nederbörd, och den torraste är januari, med 6 mm nederbörd.